# Трафальгарская площадь
Трафальга́рская пло́щадь (англ. Trafalgar Square) — площадь в центре Лондона, где на месте Чарингского Креста (Чаринг-Кросс) сходятся три первостепенные улицы Вестминстера — Стрэнд, Уайтхолл и Мэлл.
Первоначально носила название площади короля Вильгельма IV, но окончательное название получила в честь победы в Трафальгарской битве. Площадь — важная транспортная развязка. На неё также выходит станция метро «Чаринг-Кросс» линий Бейкерлоо и Северной.

## История
Площадь появилась в начале XIX века. До того на её месте находились королевские конюшни, после сноса которых образовался пустырь. Архитектор Джон Нэш предложил превратить его в площадь, где можно было бы проводить собрания и устраивать городские праздники. Его план одобрили, и уже после смерти Нэша площадь была сформирована. Завершением строительных работ руководил архитектор Чарльз Бэрри.
По проекту Чарльза Бэрри в 1840—1845 годах были возведены в северной части площади терраса с уступами в обе стороны, наклонные стены с восточной и западной сторон, два бассейна и фонтаны. Согласно замыслу Бэрри, по углам площади были установлены четыре пьедестала для памятников знаменитым британцам.

## Архитектура
В центре площади возвышается колонна Нельсона из темно-серого гранита, увенчанная статуей адмирала Нельсона. Квадратный в плане пьедестал украшен четырьмя отлитыми из трофейных французских (наполеоновских) пушек панелями, на которых изображены четыре знаменитые победы Нельсона. Колонна установлена в 1840—1843 годах, окружена скульптурами львов и фонтанами.
В 2006 году Трафальгарскую колонну отреставрировали. Работы выполнила компания David Ball Restoration Ltd. of South London. Сумму в £420 тысяч выделила компания Zurich Financial Services AG. Перед реставрацией было проведено лазерное обследование, которое показало, что высота сооружения составляет 51,5 метра (отсчёт от первой ступеньки до шляпы на статуе адмирала), а не 56 метров, как считалось ранее.

Вокруг площади располагаются Лондонская национальная галерея (арх. Уильям Уилкинс, 1838), церковь Св. Мартина в полях (арх. Джеймс Гиббс, 1721), Арка Адмиралтейства (арх. Астон Уэбб, 1912) и несколько посольств.

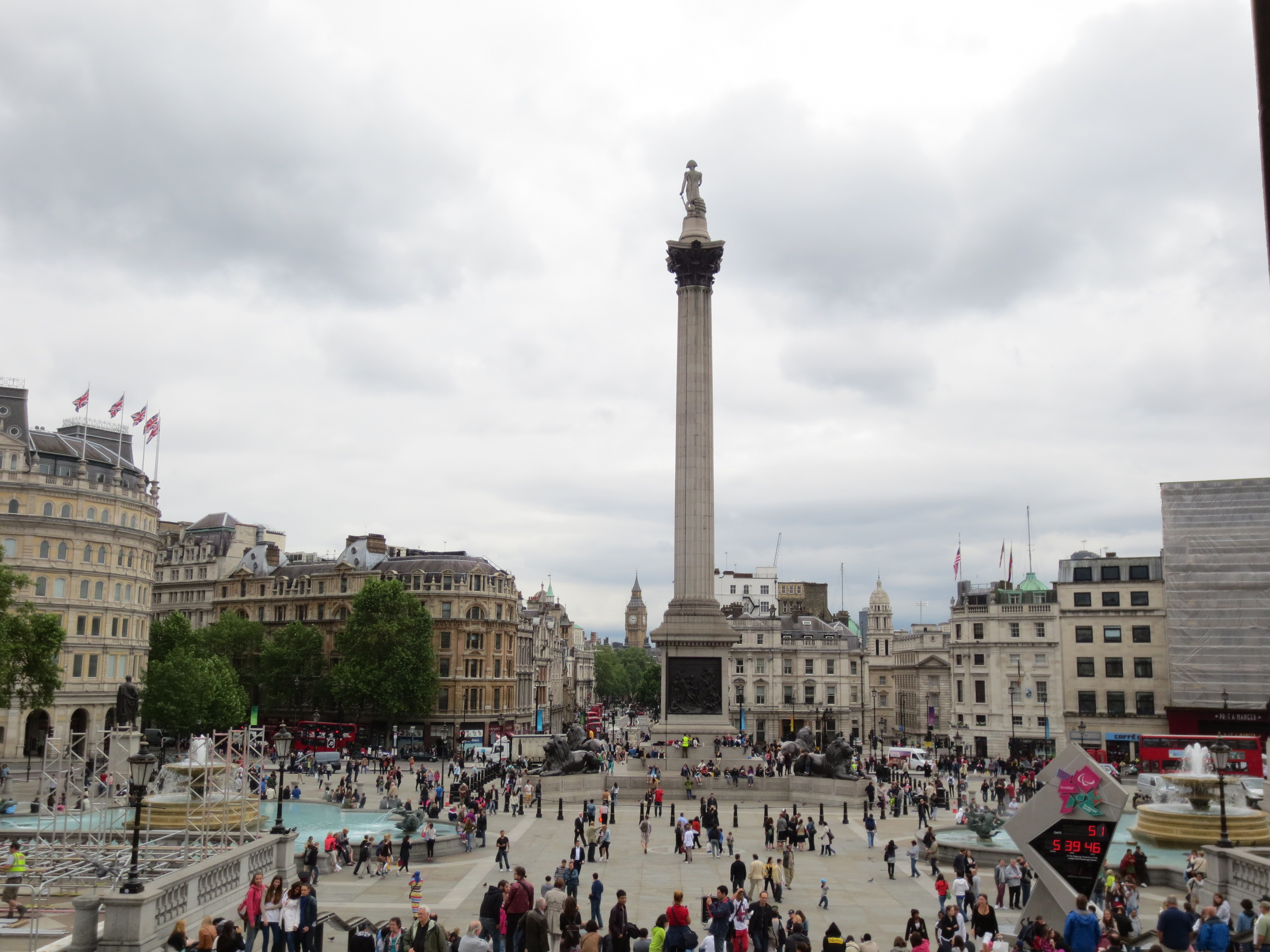
Вид на Трафальгарскую площадь со стороны Национальной галереи. Слева виден реконструируемый третий постамент, справа — часы, отсчитывающие время до Олимпиады в Лондоне

### Четвёртый постамент
В 1841 году по углам площади были сооружены четыре постамента для памятников, на трёх из них установлены памятники Георгу IV и генералам Генри Хэвлоку и Чарльзу Джеймсу Нейпиру (представителю шотландского клана Непьер), а четвёртый долгое время пустовал.
В сентябре 2005 года на пустовавшем четвёртом постаменте в северо-западной части площади была представлена скульптура Марка Куинна, изображавшая беременную художницу-инвалида Элисон Лаппер, родившуюся без рук; эта работа известна, в частности, как «Трафальгарская Венера». 7 ноября 2007 года статую сменила инсталляция из разноцветного стекла «Модель отеля» немецкого скульптора и архитектора Томаса Шютте.

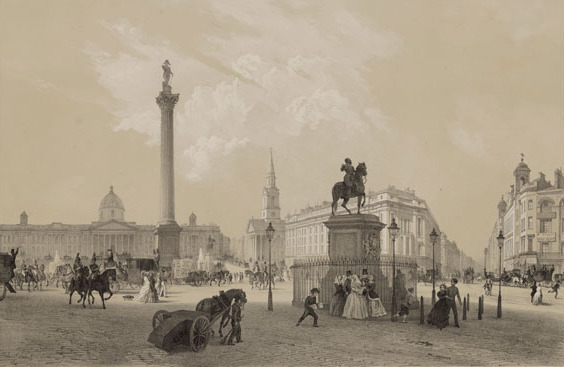

С 6 июля по 14 октября 2009 года (в течение 100 суток) на четвёртом постаменте проводилась акция скульптора Энтони Гормли под названием «Один и другой», в ходе которой на пьедестале каждый час, сменяя друг друга, стояли 2400 обычных британцев.
24 мая 2010 года на четвёртый постамент водрузили огромную плексигласовую бутылку с макетом (в масштабе 1:30) флагмана адмирала Нельсона «Victory», на борту которого знаменитый флотоводец получил смертельное ранение во время Трафальгарской битвы. При этом паруса модели линкора XVIII века пестрели яркими узорами, будучи изготовлены из африканских тканей. Автор проекта — британский художник нигерийского происхождения Йинка Шонибаре.

## Голуби

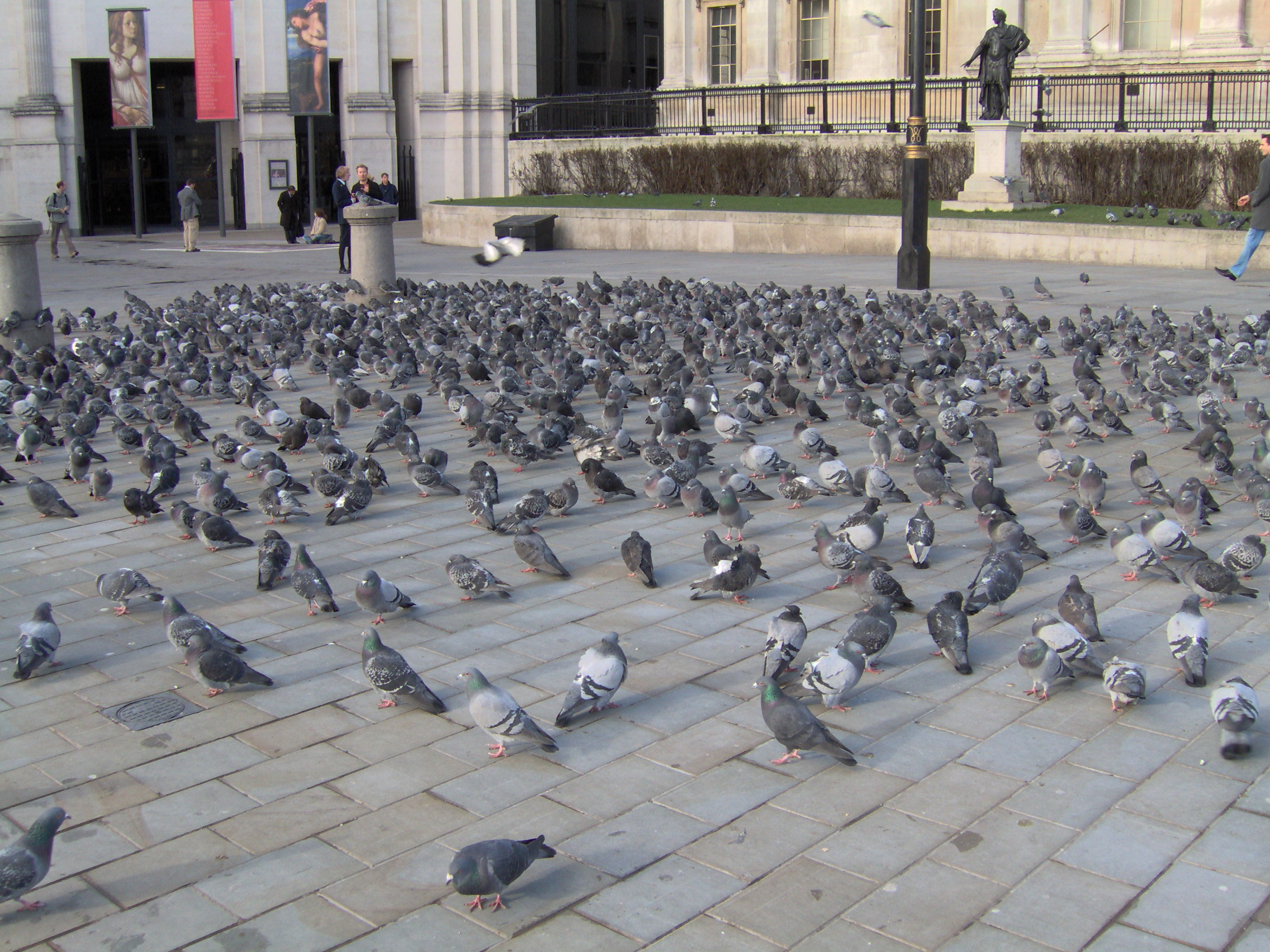
На Трафальгарской площади в Лондоне могут одновременно находиться до 35 тыс. сизых голубей

Особой достопримечательностью Трафальгарской площади до недавнего времени были голуби. Одновременно на площади могло находиться до 35 тысяч птиц. Туристы всегда охотно подкармливали их, покупая семена у работающих на площади торговцев. В 2000 году мэр Лондона Кен Ливингстон запретил продажу на площади корма для голубей, убрав оттуда продавца этого товара вместе с его киоском. Мотивом для такого решения послужило то, что городская администрация ежегодно тратит до 160 000 долларов на уборку птичьего помёта с улиц и памятников города; кроме того, такая концентрация птиц может быть небезопасна для здоровья жителей Лондона. 10 сентября 2007 года кормление голубей на площади было также запрещено. В настоящее время птиц на площади почти не осталось.

## Памятные события
Трафальгарская площадь — традиционное место митингов, демонстраций, а также проведения массовых праздников — например, китайского нового года. 8 мая 1945 года Черчилль объявил перед собравшимися на площади лондонцами о победе во Второй мировой войне. Ежегодно на площади устанавливается главная ёлка страны, привозимая из Норвегии.

## В литературе и искусстве
Площадь изображена на ранней картине Джорджа Клаузена «Цветочница на Трафальгарской площади» (1879).
Песня 1902 года «I live In Trafalgar Square», написанная К. С. Мёрфи, была популярна в мюзик-холлах начала века.
В романе-антиутопии Джорджа Оруэлла «1984» площадь называется «Площадью Победы». Соответственно скульптура на Колонне Нельсона изображает Большого Брата.
В шпионской повести Лена Дейтона «Досье Ипкресс» (1962) рассказ ведется в квартире министра оборона, окна которой выходят на Трафальгарскую площадь.
В романе Гилберта Адэра «Закрытая книга» (1999) описание Трафальгарской площади является частью сюжета.

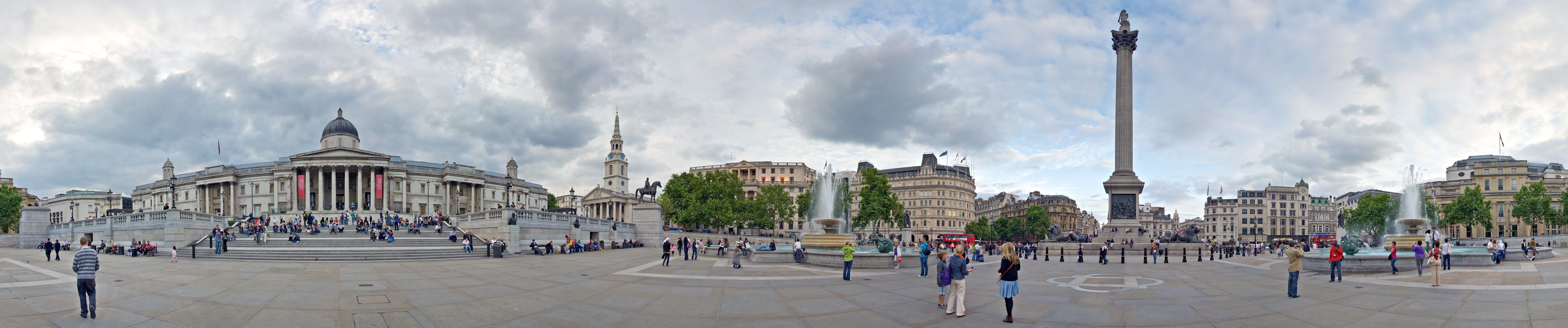
Панорама Трафальгарской площади (2009)